# Rodolfo Orlandini
Rodolfo Orlando Orlandini (* 1905 in Buenos Aires; † 24. Dezember 1990 ebenda) war ein argentinischer Fußballspieler und -trainer.

## Verein
Der Mittelfeldspieler spielte zunächst in Argentinien für Sportivo Buenos Aires und Estudantil Porteño. 1930 zog es ihn dann nach Italien zum CFC Genua. Hier spielte er sechs Jahre, bevor er sich 1936 dem französischen Klub OGC Nizza anschloss, für den er bis 1938 aktiv war.

## Nationalmannschaft
Orlandini war auch Mitglied der Nationalmannschaft seines Heimatlandes und nahm mit ihr sowohl an den Olympischen Sommerspielen 1928, als auch an der ersten Fußball-Weltmeisterschaft 1930 teil. Dabei gewann er bei den Olympischen Spielen mit seinen Mannschaftskameraden die Silbermedaille und auch das WM-Turnier schloss man nach der Finalniederlage gegen den Nachbarn Uruguay mit dem zweiten Platz ab. Erfolgreicher verlief für ihn das Turnier um die Campeonato Sudamericano 1929. Auch hier gehörte er zum argentinischen Aufgebot und war damit Teil der Mannschaft, die letztlich den Titel gewann. Insgesamt absolvierte er zehn Länderspiele, bei denen er kein Tor erzielte.

## Trainertätigkeit
Nach seiner aktiven Karriere war Orlandini als Trainer tätig und betreute in dieser Funktion unter anderem die Nationalmannschaft Kolumbiens während der Qualifikationsphase zur Weltmeisterschaft 1962. Zuvor hatte er bereits die Nationalteams von Ecuador (1945) und El Salvador (1949–1951) trainiert.